# Thomas Buxton, 3. Baronet

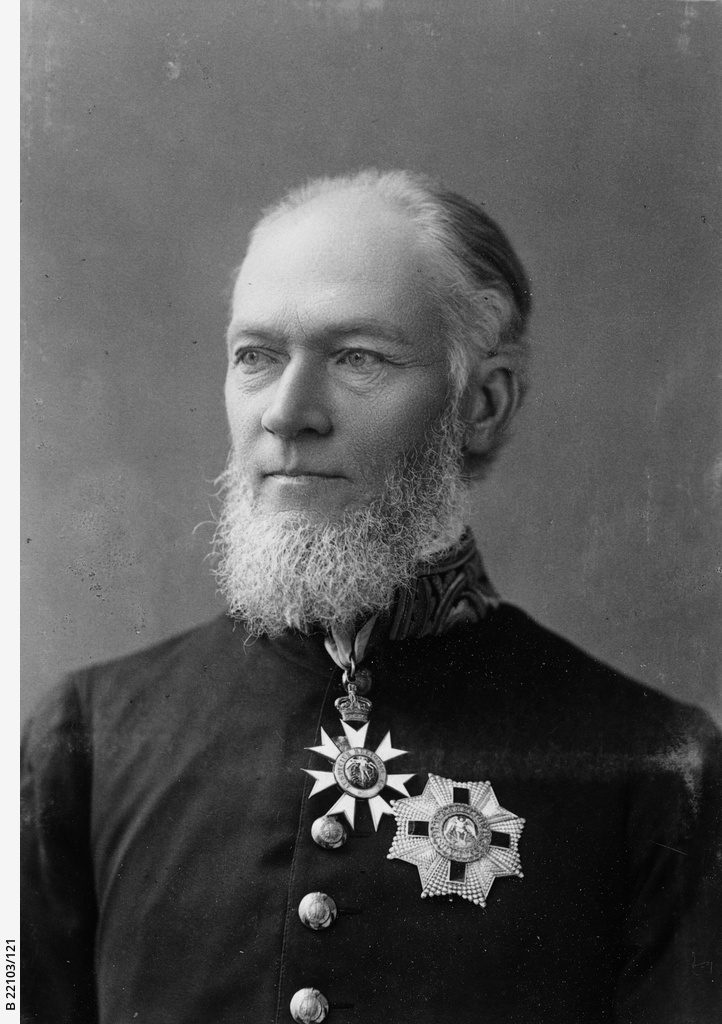
Thomas Fowell Buxton, um 1880

Sir Thomas Fowell Buxton, 3. Baronet GCMG (* 26. Januar 1837 in London, England; † 28. Oktober 1915 in Cromer) war ein britischer Politiker und Gouverneur von South Australia.

## Leben
Buxton, der älteste Sohn des britischen Parlamentsabgeordneten Sir Edward Buxton, 2. Baronet, wuchs im Londoner Stadtteil West Ham auf. Nach dem Studium am Trinity College in Cambridge beerbte er 1858 seinem Vater als Baronet, of Belfield in the County of Dorset and of Runton in the County of Norfolk. Bis 1889 arbeitete er auch für die Brauerei Truman, Hanbury, Buxton & Co., an der er beteiligt war.
Buxton war von 1865 bis 1869 liberaler Abgeordneter im House of Commons und trat für die weltweite Abschaffung der Sklaverei ein. Eine Ernennung zum Peer lehnte er 1880 ab. Ab 1882 kritisierte er die imperialistische Politik Großbritanniens in Afrika und Asien, wurde aber trotzdem Direktor der Imperial British East Africa Company.
1895 wurde Buxton zum Gouverneur von South Australia ernannt. Dies stieß auf den Unmut des Premierministers von South Australia, Charles Kingston, da dieser sich selbst Chancen auf das Amt ausgerechnet hatte, und er reduzierte das Gouverneursgehalt auf 1.000 Pfund. Nach anfänglichen Streitigkeiten versöhnte sich jedoch auch Kingston mit dem Gouverneur; so lobte er später Buxton und seine Familie als eine der „angenehmsten, geselligsten und vernünftigsten“, die jemals das Gouverneurshaus bewohnt habe.
Während seiner Amtszeit weigerte sich Buxton zunächst, ein Gesetz zur Beschränkung der Einwanderung schwarzer Personen zu unterzeichnen, beugte sich aber schließlich den Anweisungen des Colonial Office. Er besuchte regelmäßig Gefängnisse und Heime, in denen psychisch Kranke untergebracht waren, und bezeichnete deren Insassen als Individuen, die ebenfalls ein Recht auf Leben und der Verwirklichung ihrer Interessen besäßen. Auch seine Treffen mit den Aborigines waren für damalige Verhältnisse ungewöhnlich.
Bei einem Aufenthalt in England 1899 erkrankte Buxtons Sohn lebensbedrohend, und auch der Zustand seiner Frau, die nach einer Rückenmarkserkrankung behindert war, verschlechterte sich. Buxton entschied sich daher, als Gouverneur zurückzutreten, und kehrte nicht nach Australien zurück. Er starb am 28. Oktober 1915 in Cromer in einer Hütte, da er seinen Familiensitz (Colne House) in ein Lazarett umgewandelt hatte.

## Auszeichnungen
- Knight Commander of the Order of St. Michael and St. George (1895)
- Knight Grand Cross of the Order of St. Michael and St. George (1899)